# Église Saint-Trond de Thorembais-Saint-Trond
L'église Saint-Trond est une église de style classique située à Thorembais-Saint-Trond, village de la commune belge de Perwez en province du Brabant wallon.

## Localisation
L'église se situe au village de Thorembais-Saint-Trond, le long de la chaussée qui relie Perwez à Wavre (chaussée de Wavre, route nationale N243), à environ 2,5 km au nord-ouest de Perwez.

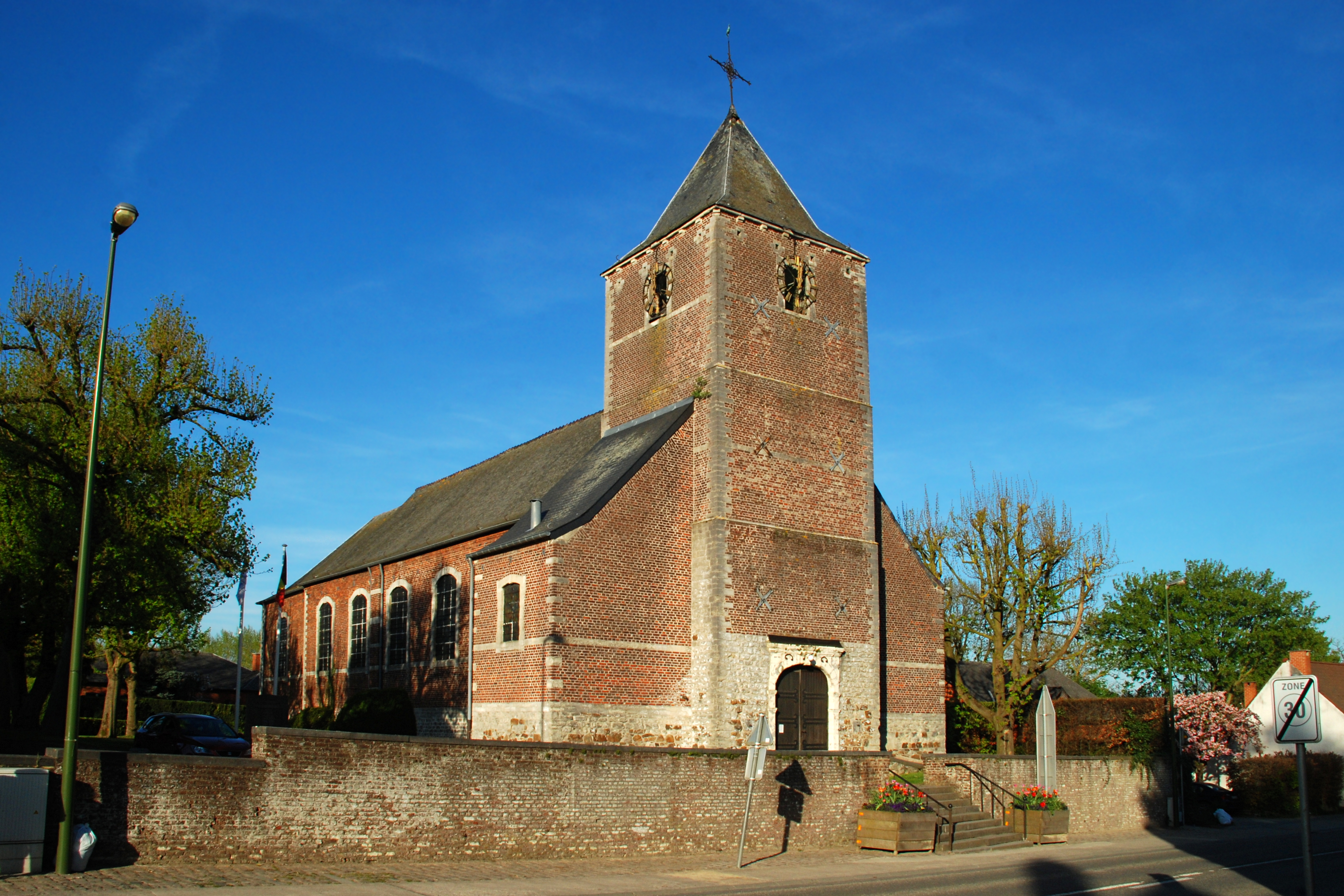
L'église vue de l'ouest.

## Historique
La base de la tour est probablement romane.
Le reste de l'édifice est de style classique et a été édifié en deux temps :
- la plus grande partie de l'édifice date de 1757 (portail, étages de la tour, annexes de la tour et travées occidentales de la nef) ;
- l'église a été allongée à l'est de deux travées et du chœur en 1785-1787 par l'architecte Rémy Nivoy.

## Architecture

### Architecture extérieure
L'église, couverte d'ardoises, est édifiée en briques rouges et en pierre blanche.